# جزيرة غوهاكولاك
جزيرة غوهاكولاك وهي جزيرة من جزر إندونيسيا، وتقع في إقليم بنتن.